# S3 버지

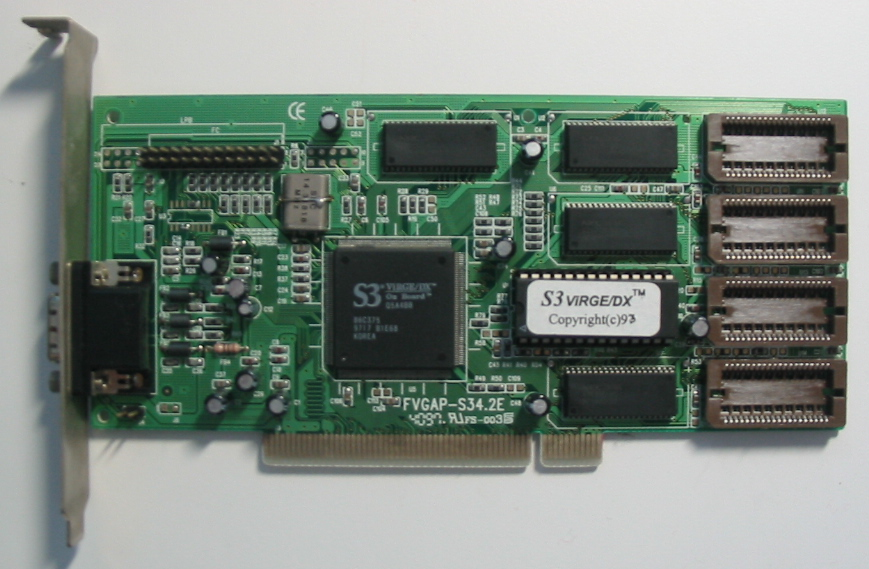
S3 ViRGE/DX

S3 버지(ViRGE : Virtual Reality Graphics Engine)는 S3 그래픽스에서 개발한 2D/3D 가속 그래픽 칩셋이다.

## 소개
1995년 발표한 S3 버지는 트리오64V+의 후속 제품으로 S3 최초의 3D 그래픽 칩이었다. ViRGE/325는 트리오64 칩과 같은 DRAM 프레임 버퍼(최대 4MB)를 사용해 트리오 64와 핀 호환성이 있었으며 코어와 메모리 클럭은 80 MHz였다. 윈도에서 버지는 DRAM을 사용한 2D 그래픽가속기 중에서 가장 빠른 제품으로 벤치마크되었다. VRAM을 사용한 ViRGE/VX는 저해상도에서는 느렸지만 빠른 램댁(RAMDAC)을 가지고 있어서 325보다 더 높은 해상도를 사용할 수 있었다.

## 마케팅과 전용 게임
S3는 버지의 마케팅 일환으로 버지 시리즈에 S3D Graphics Engine라는 로고를 사용하기 시작했다. 버지를 직접 지원하는 게임은 이 로고를 박스에 표기해 버지 그래픽 카드를 사용하는 컴퓨터에서 게임이 더 잘 실행된다고 어필하였다. 이런 마케팅의 결실과 S3의 명성으로 버지의 3D 성능이 부족함에도 불구하고 S3D 확장 게임이 발매되었다. 버지 전용S3D 확장 게임으로는 터미널 벨로시티(Terminal Velocity), 디센트 II(Descent II), 툼 레이더(Tomb Raider), 맥워리어 2(MechWarrior 2)가 있다.

## 3D 성능
3D 가속기가 잇달아 등장하던 시기에 버지는 형편없는 3D 성능으로 말미암아 세계 최초로 그래픽 감속기라는 비공식 타이틀을 얻게 되었다. 버지의 3D 렌더링은 CPU를 사용하는 소프트웨어 렌더링보다 빨랐지만 바이리니어 필터링이나 Z-깊이 안개 효과(Z-depth fogging)를 사용하면 소프트웨어 렌더링보다 더 느려지는 단점이 있었다. 이런 이유로 버지의 실질적인 3D 기능 활용은 극히 제한되었다. 아이러니하게 값 비싼 VRAM 버전의 ViRGE/VX (988)가 ViRGE/325보다도 더 느렸는데 코어와 메모리 클럭이 더 낮았기 때문이었다.
버지가 전용 게임으로 간신히 플레이할 만한 3D 성능을 보여주는 동안 1996년 3dfx에서 부두 그래픽, 렌디션(Rendition)에서 베리떼(Verité)가 발표되었다. 또한 Direct3D의 중요성이 부각되면서 개발중인 3D 카드에게 영향을 주었기 때문에 버지 전용 3D 게임밍 플랫폼은 시장에서 급속히 사라졌다.
버지는 또한 OpenGL 지원이 부족해 원성을 샀는데 특히 당시 인기있던 퀘이크 엔진에서 시각 효과와 성능이 떨어졌던게 주 요인이었다.

## 제품 종류
1995년 발표부터 2000년 단종되기까지 버지 시리즈는 지속적으로 업그레이드되었다. ViRGE/DX는 오리지널 ViRGE/325에 비해 성능이 증가되었다. ViRGE/GX는 AGP 인터페이스를 지원했지만 실질적인 AGP 기능은 세비지 3D가 나올때까지 사용하지 못했다.
1998년 S3 최고의 그래픽 칩 중 하나인 세비지 3D가 발표되었지만 버지의 후속 제품인 트리오 3D가 계속 판매되었다.

## 세부 사항
- 64비트 2D/3D 그래픽 S3D Engine, 135 MHz (325), 220 MHz (VX) 램댁 내장, 클럭 제네레이터 내장
- S3 Streams Processor 비디오 가속
  - 주 RGB 스트림과 보조 RGB 혹은 YUV 스트림을 직접 늘리거나(stretching) 혼합(blending) 가능
  - 각각의 스트림은 색 깊이(color depth)를 다르게 사용 가능
  - 하드웨어 수평 인터폴레이션 지원
  - Indeo, Cinepak, MPEG-1 동영상 지원
- S3 Scenic Highway MPEG-1 주변기기 비디오 인터페이스
- 2D GUI 가속 (BitBLT, 선 그리기, 다각형 채우기)
- 3D 텍스처 맵핑
  - 퍼스펙티브 코렉션, 플랫/구로 셰이딩
  - 바이리니어 필터링, 트라이리니어 필터링, 텍스처 필터링, 밉 맵핑, 알파 블랜딩, 비디오 텍스처 맵핑
  - 안개 효과, Z-버퍼링
- 1600x1200 16.7M 컬러 80 Hz (VX), 1280x1024 256 컬러 75 Hz, 1024x768 64K 컬러 75 Hz, 800x600 16.7M 컬러 75 Hz
- 64비트 DRAM 또는 VRAM (VX) 메모리 인터페이스, 2, 4, 8 (VX) MB 비디오 메모리
- PCI 2.1 인터페이스, 베사 VL-Bus (325) 인터페이스
- PCI 버스 마스터링
- 운영체제, API 지원 : 윈도우 3.1x, 윈도우 95, 윈도우 NT, IBM OS/2 2.1과 3.0 (Warp), ADI 4.2, Direct3D, BRender, 렌더웨어, OpenGL
- VESA Display Power Management Signaling (DPMS) 모니터 파워 세이빙 모드
- DDC 모니터 커뮤니케이션
- 208핀 PQFP 패키지 (325), 288핀 BGA 패키지 (VX)
- ViRGE 325는 S3 트리오64V+와 핀 호환

## 참고 자료
- Product Overview: S3 ViRGE Integrated 3D Graphics/Video Accelerator (PDF), S3 Incorporated, July 1996.
- Product Overview: S3 ViRGE/VX Integrated 3D Graphics/Video Accelerator (PDF), S3 Incorporated, July 1996.